# تشيما دي غاكنوني
تشيما دي غاكنوني (بالإنجليزية: Cima di Gagnone)‏ هو أحد جبال سلسلة جبال الألب ليبونتيني وجزء من القمة الأم تشيما دي بري يقع في كانتون تيسينو, سويسرا. يبلغ ارتفاع الجبل حوالي 2518 متر، بينما يبلغ ارتفاع نتوء الجبل 223 متر.